# Малкия Цезар
„Малкия Цезар“ (на английски: Little Caesar) е американски криминален филм от 1931 г. на режисьора Мървин Лерой и е разпространен от „Уорнър Брадърс“. Във филма участват Едуард Робинсън, Дъглас Феърбанкс-младши и Гленда Фарел.
Историята, която е базирана за истинския живот на мафиота Салваторе Маранзано, е адаптация на едноименния роман, написан от В. Р. Бърнет.
Премиерата на филма излиза в Съединените щати на 9 януари 1931 г. Репликата „Това ли е краят на Рико?“ е класирана в AFI's 100 Years...100 Movie Quotes.

## Актьорски състав
- Едуард Робинсън – Цезар Енрико „Рико“ Бандело / Малкия Цезар
- Дъглас Феърбанкс-младши – Джо Масара
- Гленда Фарел – Олга Стасоф
- Уилям Колиър младши – Антонио „Тони“ Паса
- Сидни Блакмър – Голямото момче
- Ралф Инс – Пийт Монтана
- Томас Джаксън – Сержант/Лейтенант Томас Флеърти
- Стенли Фийлдс – Сам Ветори
- Морис Блек – Малкият Арни Лорч
- Джордж Стоун – Отеро
- Ландърс Стивънс – Алвин Макклър